# Giải Hiệp hội các nhà phê bình phim người Mỹ gốc Phi 2013
Dưới đây là kết quả Giải Hiệp hội các nhà phê bình phim người Mỹ gốc Phi 2013.

## Giải thưởng
- Phim hay nhất:
  - 1. 12 Years a Slave (đoạt giải)
  - 2. Lee Daniels' The Butler
  - 3. Mandela: Long Walk to Freedom (phim)
  - 4. American Hustle
  - 5. Gravity
  - 6. Fruitvale Station
  - 7. Dallas Buyers Club
  - 8. Saving Mr. Banks
  - 9. Out of the Furnace
  - 10. 42

| Hạng mục                          | Đối tượng nhận giải | Phim                    |
| --------------------------------- | ------------------- | ----------------------- |
| Nam diễn viên chính xuất sắc nhất | Forest Whitaker     | Lee Daniels' the Butler |
| Nữ diễn viên chính xuất sắc nhất  | Sandra Bullock      | Gravity                 |
| Đạo diễn xuất sắc nhất            | Steve McQueen       | 12 Years a Slave        |
| Kịch bản hay nhất                 | John Ridley         | 12 Years a Slave        |
| Nam diễn viên phụ xuất sắc nhất   | Jared Leto          | Dallas Buyer's Club     |
| Nữ diễn viên phụ xuất sắc nhất    | Oprah Winfrey       | Lee Daniels' the Butler |
| Vai diễn bước ngoặt               | Lupita Nyong'o      | 12 Years a Slave        |
| Phim độc lập hay nhất             |                     | Fruitvale Station       |
| Phim hoạt hình hay nhất           |                     | Frozen                  |
| Phim điện ảnh thế giới hay nhất   |                     | Mother of George        |
| Âm nhạc hay nhất                  | Raphael Saadiq      | Black Nativity          |

Giải thành tựu đặc biệt: Cheryl Boone Isaacs, Paris Barclay, Bob Weinstein, Harvey Weinstein, Zola Mashariki